# Paweł Hoser

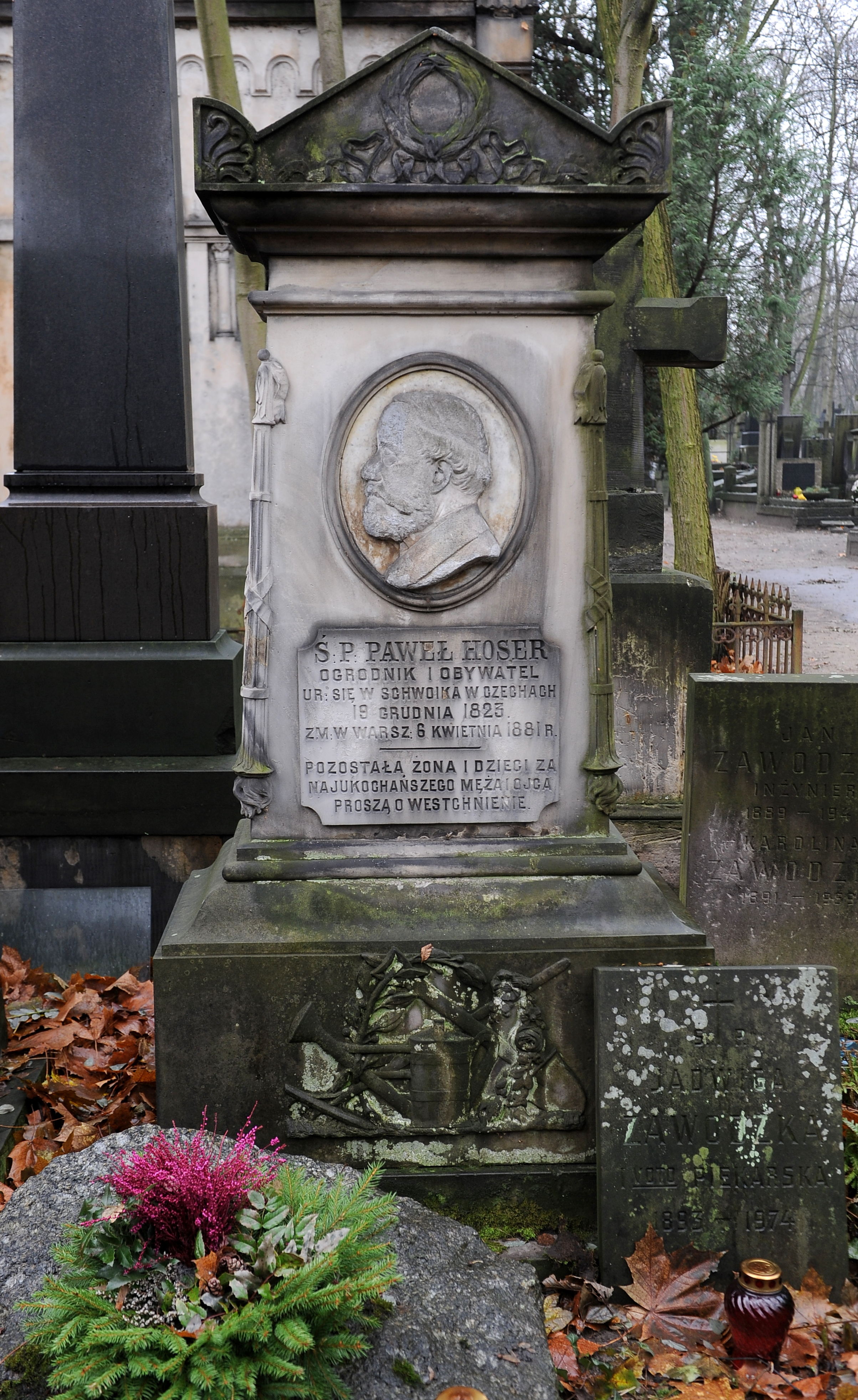
Grób Pawła Hosera na warszawskich Starych Powązkach

Paweł Hoser (ur. 19 grudnia 1825 w Svojeku, zm. 6 kwietnia 1881 w Warszawie) – warszawski ogrodnik i hodowca roślin, współwłaściciel Zakładu Ogrodniczego Braci Hoser w Alejach Jerozolimskich w Warszawie
Pochodził z niemieckiej rodziny mieszkającej w Czechach. Był bratem Piotra Hosera i Wincentego Hosera. W 1851 roku poślubił Szkotkę Annę z Flemingów, z którą miał ośmioro dzieci.
W założonej w 1850 roku firmie Braci Hoser piastował funkcję dyrektora administracyjnego. Został pochowany na warszawskich Starych Powązkach (kw. 182, rząd 1, grób 3).